# Archidiocèse de Wellington
L'archidiocèse de Wellington est un archidiocèse de l'Église catholique. Il constitue l'archidiocèse métropolitain de la Nouvelle-Zélande. Fondé en 1860 il a été élevé au rang d'archidiocèse en 1887. Depuis 2023, son archevêque est Paul Martin. 

## Ordinaires
| Nom                                  | Années    |
| ------------------------------------ | --------- |
| Philippe Viard (vicaire apostolique) | 1848-1860 |
| Philippe Viard                       | 1860-1872 |
| Francis Redwood (en)                 | 1874-1935 |
| Thomas O'Shea                        | 1935-1954 |
| Peter McKeefry                       | 1954-1973 |
| Reginald Delargey                    | 1974-1979 |
| Thomas Stafford Williams             | 1979-2005 |
| John Atcherley Dew                   | 2005-2023 |
| Paul Martin                          | 2023-     |